# Kościół Matki Boskiej Nieustającej Pomocy w Opolu-Nowej Wsi Królewskiej
Kościół pw. Matki Boskiej Nieustającej Pomocy – rzymskokatolicki kościół parafialny położony przy Placu Kościelnym w Opolu-Nowej Wsi Królewskiej. Kościół należy do Parafii Matki Boskiej Nieustającej Pomocy w Opolu-Nowej Wsi Królewskiej.
28 lipca 2011 roku, pod numerem A-165/201, zespół zabytków z kościołem został wpisany do rejestru zabytków województwa opolskiego. Szczegółowo zespół obejmuje:
- kościół pw. Matki Boskiej Nieustającej Pomocy, 1902-04
- cmentarz kościelny z alejami lipowymi, 1919
- plebania, 1903-04
- budynek gospodarczy, 1903-04
- ogród plebański, 1 ćw. XX
- ogrodzenie, mur./met., 1927

## Historia
Nowa Wieś Królewska, (do roku 1955 odrębna miejscowość) podlegała opolskiej parafii św. Krzyża. Już w XIX wieku mieszkańcy Nowej Wsi Królewskiej ubiegali się o powstanie własnego kościoła. Zakładano początkowo powstanie kościoła w południowej części miasta Opole (rejon dzisiejszego placu Daszyńskiego), lecz ta propozycja nie była korzystna dla mieszkańców Nowej Wsi Królewskiej. Ze względu na cenę gruntu, na którym miał powstać nowy kościół idea ta upadła.

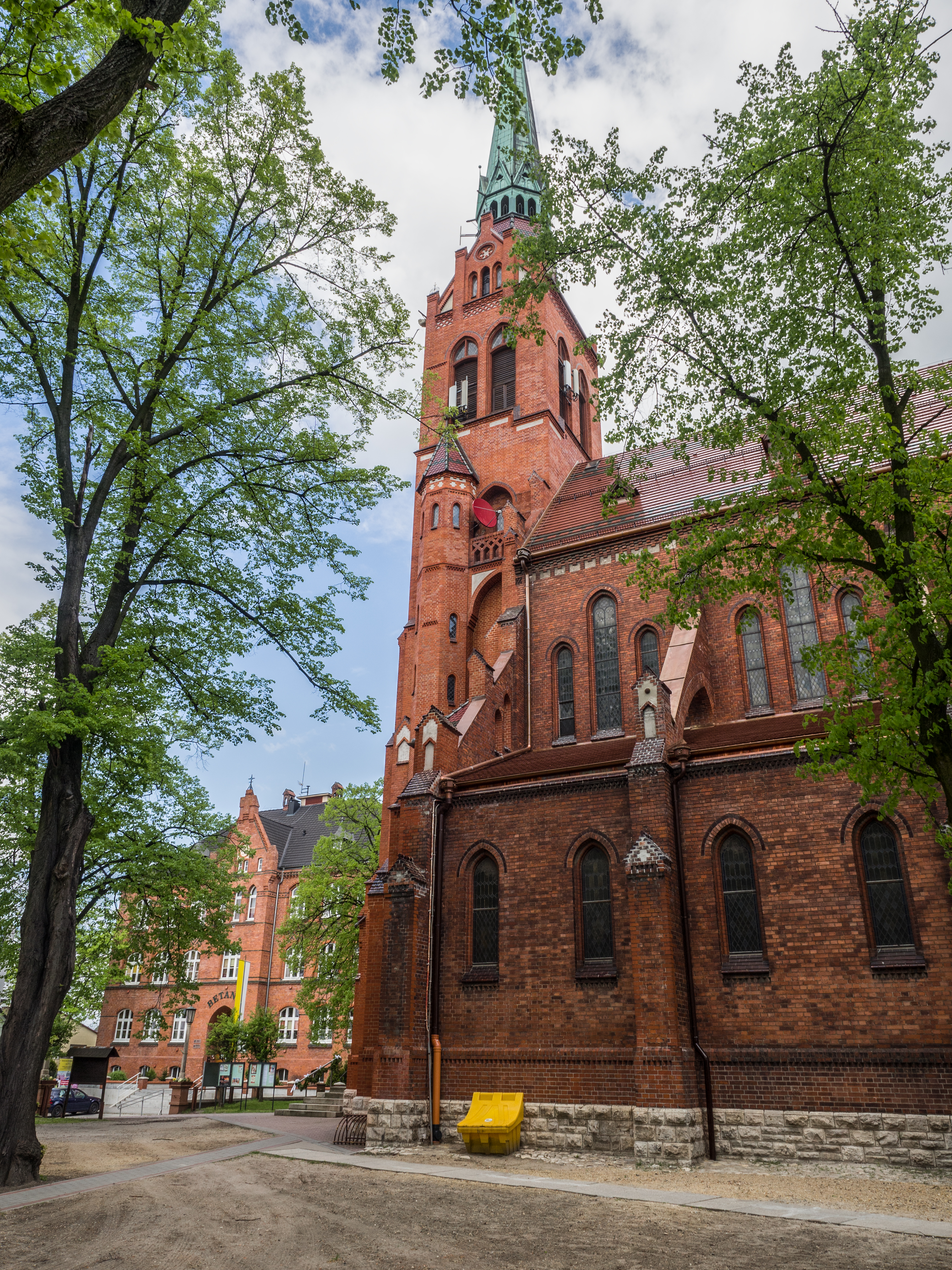
Wieża - dzwonnica kościoła

Długoletnie starania wiernych i dobroczyńców przyniosły efekt. Maria i Franciszka Schwierz prawnie wyraziły chęć złożenia 30 tys. marek na cel budowy kościoła. Chcąc zrealizować swoje zobligowania, 27 grudnia 1898 roku przekazały tę kwotę opolskiemu proboszczowi, zastrzegając, iż jeśli do roku 1910 nie powstaną w Nowej Wsi Królewskiej kościół i dom duszpasterski, ulokowana w Miejskiej Kasie Oszczędności kwota ma być zwrócona prawowitym właścicielom.
Już w 1899 roku zatrudniono śląskiego architekta Ludwiga Schneidera. Wykonał on projekt, które przekazany został arcybiskupowi wrocławskiemu. Pozytywna opinia została zatwierdzona 9 października 1901 roku. Następnie rozpoczęto budowę kościoła. W międzyczasie powstał kościół tymczasowy dla założonej 20 czerwca 1901 roku parafii. 22 października 1901 roku proboszczem nowej parafii został ksiądz Oswald Sonnek.
W październiku 1902 położono uroczyście kamień węgielny. Oprócz zawodowych budowniczych w robotach budowlanych aktywnie uczestniczyli parafianie.
21 maja 1905 roku została dokonana uroczysta konsekracja, na którą przybył z Wrocławia kardynał Georg Kopp, przekazał on parafii 5000 marek, za które zakupione zostały:
- ołtarze,
- chrzcielnica,
- zegar na wieży.

Jednym z wikariuszy w parafii, na początku lat sześćdziesiątych był Jan Wieczorek, późniejszy biskup ordynariusz diecezji gliwickiej.

## Architektura kościoła

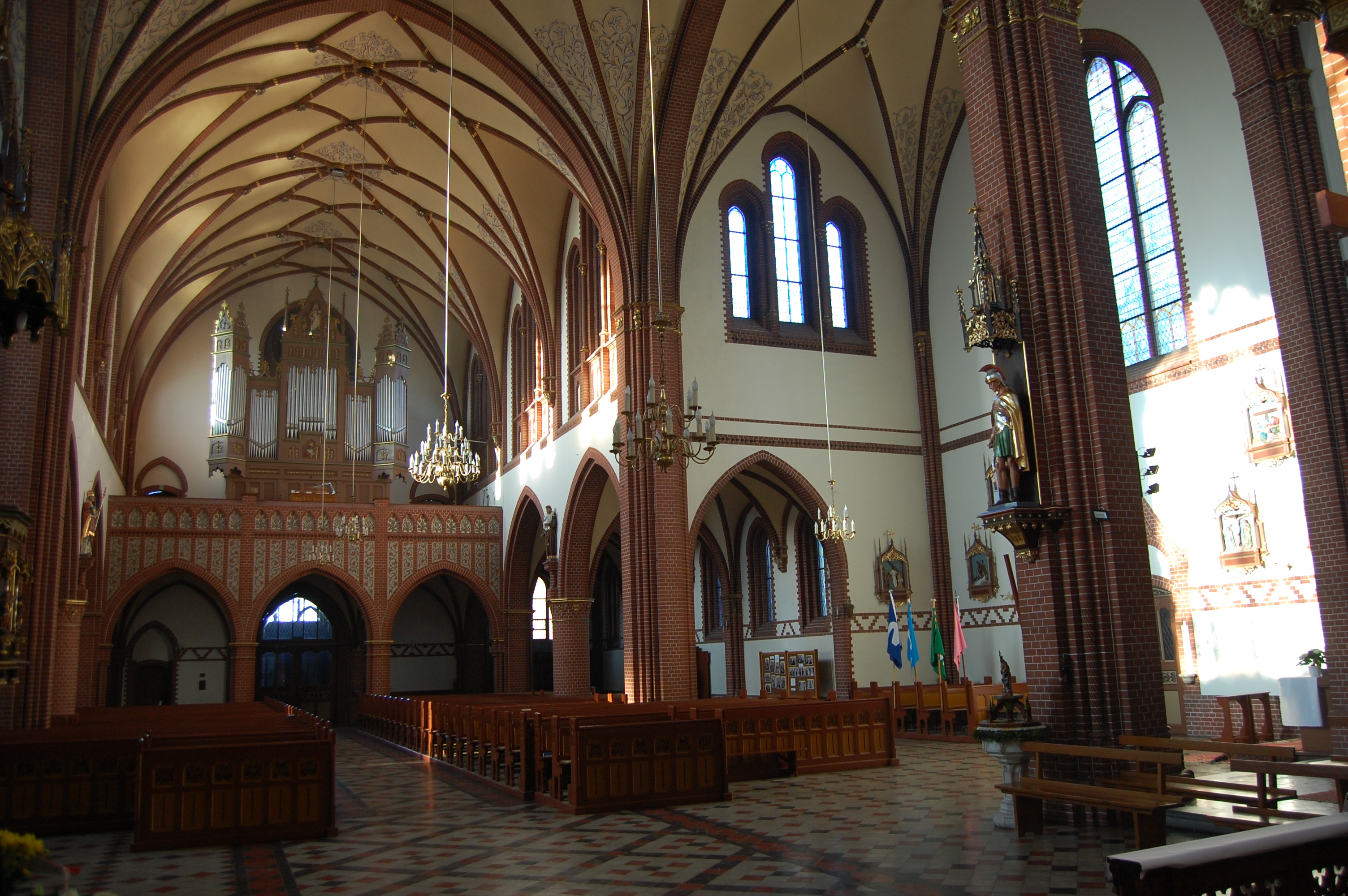
Wnętrze kościoła

Świątynia została zbudowana na planie krzyża łacińskiego. Jest to trójnawowa bazylika z transeptem, wydzielonym prezbiterium i masywną, wysoką wieżą od strony zachodniej. Zbudowana jest z cegły klinkierowej, do dekoracji użyto także kamienia oraz elementów ceramicznych. Boczne nawy położone są nisko, natomiast środkowa wzniesiona jest wysoko tworząc sklepienie żebrowo-krzyżowe u podstawy wsparte jest na wspornikach. Wieża, o wysokości 67 metrów, wzniesiona jest nad nawą środkową. Tworzy ona główną halę wejściową. Nad wąskim prostoliniowym małym dwuspadowym dachem wieży znajduje się ośmiokątna piramida o wysokości 54 metrów. Nad dużym portalem znajduje się statua św. Oswalda, imiennego patrona pochodzącego od imienia budowniczego ks. Oswalda.
Obok kościoła znajduje się neogotycki budynek plebanii według projektu autora kościoła.

## Organy
Organy zostały zbudowane ok. 1906 roku przez braci Karla i Alberta Spieglów z Rychtala. Ostatni generalny remont odbył się w 2009 roku, a prace przeprowadził zakład organmistrzowski ''Kamerton'' Wiesława Jelenia z Olszynki. W trakcie remontu zostały wymienione na nowe bądź odnowione 1533 piszczałki metalowe mosiężne oraz drewniane. W organach zamontowano m. in nowy miech wraz z kanałami powietrznymi.
Dyspozycja instrumentu:
| Manuał I               | Manuał II              | Pedał                 |
| ---------------------- | ---------------------- | --------------------- |
| 1. Mixtur 2'           | 1. Liebl.gedeckt 16'   | 1. Principal bass 16' |
| 2. Rauschquinte 2 2/3' | 2. Geigen principal 8' | 2. Violon bass 16'    |
| 3. Oktave 4'           | 3. Salicional 8'       | 3. Principal bass 8'  |
| 4. Portunalflöte 4'    | 4. Aeoline 8'          | 4. Subbass 16'        |
| 5. Doppelflöte 8'      | 5. Portunalflöte 8'    | 5. Cello 8'           |
| 6. Fl.amabile 8'       | 6. Viola d'amour 4'    | 6. Bassflöte 8'       |
| 7. Dolce 8'            | 7. Traversflöte 4'     |                       |
| 8. Gambe 8'            | 8. Harm.aetherea 2-f   |                       |
| 9. Gemshorn 8'         |                        |                       |
| 10. Principal 8'       |                        |                       |
| 11. Bourdon 16'        |                        |                       |

## Dzwony
13 listopada 1904 roku poświęcono trzy dzwony powstałe w odlewni warsztatu F. Otto w Hemelingen. Dwa z nich uległy rekwizycji podczas działań wojennych. Obecnie na wieży wiszą cztery dzwony, w tym trzy staliwne. Zostały odlane w Hucie Małapanew w Ozimku, w 1956 r. W 2020 roku dzwony przeszły remont wykonany przez firmę Rduch Bells & Clocks. Zamontowano nowe napędy liniowe wraz z automatyką. Dodatkowo dzwony otrzymały nowe jarzma stalowe z łożyskami i nowe serca kute z wkładkami z brązu.
|   | Imię                  | Waga (kg)  | Ton      | Średnica (cm) | Rok odlania | Odlewnia                         |
| - | --------------------- | ---------- | -------- | ------------- | ----------- | -------------------------------- |
| 4 | św. Bruno z Kwerfurtu | ok. 250 kg | dis" (+) | 79,5 cm       | 1958        | Huta Małapanew, Ozimek           |
| 3 | św. Maria             | ok. 320 kg | h'       | 81 cm         | 1949        | Śląska Odlewnia Dzwonów, Wrocław |
| 2 | św. Wojciech          | ok. 350 kg | c'       | 91 cm         | 1958        | Huta Małapanew, Ozimek           |
| 1 | św. Jacek             | ok. 600 kg | a' (-)   | 110 cm        | 1958        | Huta Małapanew, Ozimek           |